# Laibach
För Sloveniens huvudstad, se Ljubljana.

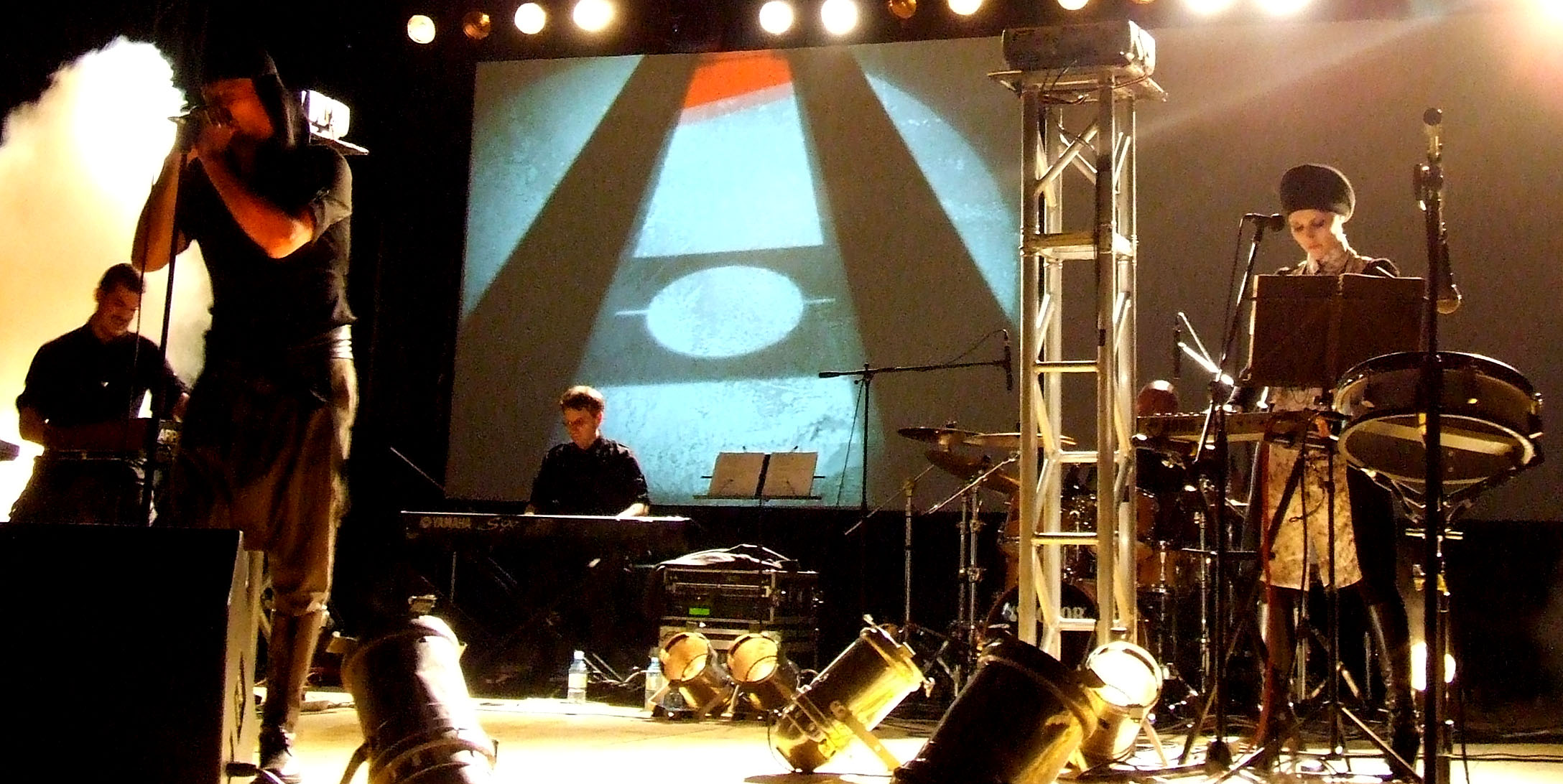
Laibach under en konsert i Celje 2007.

Laibach är en musikgrupp från Slovenien, bildad i Trbovlje 1980, som spelar en blandning av synth, industrial, rock och techno.

## Historik
Bandet bildades då Slovenien ännu inte var självständigt utan en del av Socialistiska federativa republiken Jugoslavien. Namnet Laibach är det tyska namnet på Sloveniens huvudstad Ljubljana. 
Den förste sångaren, Tomaz Hostnik, begick självmord 1982. Den nuvarande sångaren heter Milan Fras. 
Laibach är den musikaliska grenen av en sammanslutning av musiker, bildkonstnärer och skådespelare som samordnat sig enligt ett slags nationalitetsprincip under namnet NSK (Neue Slowenische Kunst).
I augusti 2015 fick Laibach som en av ytterst få musikgrupper från väst genomföra två konserter i Nordkorea. Konserterna filmades och utgör basen för dokumentärfilmen Liberation Day som gavs ut 2016.
Bandet är kända för sin lek med totalitära symboler och har i och med detta ofta uppfattats som fascistiskt. Dock upprätthålls en ambivalens som håller publiken i ovisshet med omarbetningar av kända låtar som ger olika tolkningsmöjligheter och fungerar som samtidskommentarer.

## Diskografi

### Album
- Laibach (SKUC/Ropot, 1985),
- Rekapitulacija 1980–1984 (Walter Ulbricht Schallfolien, 1985),
- Neu Konservatiw (Cold Spring Records, 1985),
- Nova Akropola (Cherry Red, 1985),
- The Occupied Europe Tour (Side Effects Rec., 1986),
- Opus Dei (Mute Records, 1987),
- Slovenska Akropola (Ropot, 1987),
- Krst Pod Triglavom-Baptism (Walter Ulbricht Schallfolien, 1987)
- Let it Be (Mute Records, 1988),
- Macbeth (Mute Records, 1990),
- Sympathy for the Devil (EP) (Mute Records, 1990),
- Kapital (Mute Records, 1992),
- Ljubljana-Zagreb-Beograd (The Grey Area/Mute Records, 1993),
- NATO (Mute Records, 1994),
- Occupied Europe Nato Tour 1994–95 (CD und VHS) (Mute Records, 1996),
- Jesus Christ Superstars (The Grey Area/Mute Records, 1996),
- MB December 1984 (Mute Records, 1997),
- Laibach 1999 Reissue (Nika – NSK Recordings, 1999),
- Nova Akropola Reissue (Nika – NSK Recordings, 2002),
- Rekapitulacija Reissue (Nika – NSK Recordings, 2002),
- The John Peel Sessions (Strange Fruit, 2002),
- Neu Konservatiw Reissue (Cold Spring Records, 2002),
- WAT (Mute Records, 2003),
- Anthems (Mute Records, 2004),
- Volk (2006)
- Kunst der Fuge (Dallas Records, 2008)
- Spectre (Mute Records, 2014)
- Also Sprach Zarathustra (Mute Records, 2017)

### DVD:er
- The Videos – Wat EPK (Mute Records, 2004),
- A Film From Slovenia – Occupied Europe Nato-Tour 1994–95 (Mute Records, 2004)